# Marta Abba
Marta Abba (Milán, 1900-Milán, 1988) fue una actriz italiana de teatro y cine. Hermana de la también actriz Cele Abba.

## Biografía
Una de las grandes actrices del "Novecento", fue la musa inspiradora de Luigi Pirandello con quien sostuvo una famosa relación epistolar.
Se consagró como La gaviota de Antón Chéjov. Formó su propia compañía en 1928 interpretando a George Bernard Shaw, Gabriele d'Annunzio, Carlo Goldoni dirigida por Max Reinhardt (en El mercader de Venecia) y Guido Salvini.
En cine trabajó en 1934 en Teresa Confalonieri de Guido Brignone (hermano de Mercedes Brignone y padre de Lilla Brignone).
En 1938 se casó en Estados Unidos con un industrial de la familia Milikin residiendo en Cleveland hasta 1952.  A su regreso a Italia reanudó su carrera, aunque sólo esporádicamente: hacia mediados de los años cincuenta su carrera escénica podía considerarse terminada. En los años siguientes dio algunas entrevistas donde hablaba de su relación con Pirandello.
Publicó una autobiografía llamada La mia vita di attrice. Dos años antes de morir donó las cartas de Pirandello a la Universidad de Princeton.

## Publicaciones
- Caro maestro... lettere a Luigi Pirandello (1926-1936), contiene las 280 cartas de Abba a Pirandello.
- Lettere di Luigi Pirandello a Marta Abba, edizione Mondadori, contiene las 560 cartas que le escribió Luigi Pirandello.
- Pirandello and His muse, The Plays for Marta Abba, de Daniela Bini, University Press of Florida 1998 ISBN 0-8130-1548-0